# Bruqin
Bruqin (àrab: بروقين, Brūqīn) és un municipi palestina de la governació de Salfit, a Cisjordània, 13 kilòmetres a l'oest de Salfit i adjacent a l'assentament israelià de Brukhin. Segons l'Oficina Central Palestina d'Estadístiques tenia 3.236 habitants el 2007. Bruqin solia ser un punt en la ruta de comerç de camells. Hi ha evidències de la dominació romana a la ciutat a causa de la presència de les tres piscines antigues i una tomba. Les principals famílies del municipi són els Barakat, Sabra, Samara i Khater.

## Història
Bruqin és un lloc antic. Aquí l'explorador francès Victor Guérin hi va trobar una gran quantitat de pedres tallades en les parets de les cases modernes, i una tomba antiga prop del poble amb dues cambres sepulcrals.
S'hi ha trobat terrissa dels períodes romà d'Orient, omeia, croat/aiúbida i mameluca.

### Època otomana
El lloc apareix en 1596 als registres fiscals otomans com a Bruqin, com a part de la nàhiya de Jabal Qubal al liwà de Nablus. Tenia una població de 16 llars, totes musulmanes. Els vilatans pagaven impostos sobre el blat, ordi, collites d'estiu, olivers, cabres i ruscs, i una premsa per raïm o olives.
En 1870 Guérin va estimar que la vila tenia 300 habitants. En el Survey of Western Palestine del Fons per a l'Exploració de Palestina de 1882 la vila (anomenada Berukin) fou descrita com «una vila de grandària moderada a l'extrem d'un esperó, amb un fort pendent fins a la vall, en la qual hi ha deus just per sota de les cases. Al sud hi ha coves, al nord olives.»

### Època del mandat britànic
En el cens de Palestina de 1922 organitzat per les autoritats del Mandat Britànic, Bruqin tenia 367 musulmans, que augmentaren en el cens de 1931 a 534 habitants, tots musulmans, en un total de 90 cases.
En 1945 la població era de 690 musulmans, mentre que l'àrea total de terra era de 12,628 dúnams, segons un cens oficial de terra i població. D'aquests 3,175 eren de plantacions i terra de rec, 2,301 per cereals, mentre 28 dúnams eren classificats com a sòl edificat.

### Després de 1948
Després de la de la Guerra araboisraeliana de 1948, i després dels acords d'Armistici de 1949, Bruqin va restar en mans de Jordània. Després de la Guerra dels Sis Dies el 1967, ha estat sota ocupació israeliana. Els seus habitants denuncien que des de 1987 els residus tòxics de les indústries israelianes dels assentaments dels voltants han provocat problemes de salut crònics als palestins locals.

#### Ocupació de terres de la vila
En 2014 el Consell Regional de Shomron començà a treballar per desenvolupar una granja de 25 acres en un turó al nord-oest de Bruqin, que formen part de 110 acres que pertanyen a les viles palestines properes d'Adiq i Biddya. Encara que Adiq era a l'Àrea A, sota jurisdicció palestina, les terres de la vila són a l'Àrea C, on s'ha prohibit als palestins de construir i que Israel va declarar terres de l'estat en 1985. L'accés a les terres de cultiu es fa a través de les terres de Bruqin, on hi ha plantades oliveres. L'aparent intenció és crear una continuïtat territorial entre la Línia Verda i l'assentament israelià d'Ariel amb nous assentaments com Leshem i Brukhin. Segons els vilatans de Bruqin, usar l'accés a la carretera és il·legal, i Israel bloqueja els camins de les viles fins a Sarta.

#### Economia
Al voltant del 70% dels homes en edat de treballar treballaven a Israel com a mà d'obra abans de la Segona Intifada. Actualment la taxa d'atur és del 80%. Hi ha feina agrícola estacional. Al voltant de 150 de cada 500 famílies són dependents de l'ajuda, o bé de la Creu Roja o del Ministeri d'Afers Socials de l'Autoritat Nacional Palestina. Hi ha dues mesquites, un club juvenil i un gimnàs al municipi. També hi ha tres escoles, inclosa una escola de nenes d'1 a 12 anys, una de nois de primària i secundària i una preparatòria de nois. Per a l'atenció hospitalària, els residents viatgen a Ramallah, però per emergències van a la propera Salfit.
Bruqin depèn principalment de l'agricultura. L'àrea de la ciutat és de 13,237 dúnams, dels quals 1,336 dúnams són sòl edificat. Uns 1,200 dúnams són plantats amb arbres fruiters, especialment oliveres, uns 3,000 dúnams són usats pel pasturatge i aproximadament 8,000 dúnams són usats amb intenció d'assentament, incloses carreteres de circumval·lació.

#### Govern
Bruqin és governada per un consell municipal liderat per l'alcalde Ekremah M. Samara, qui succeí Ghassan Sabra. Les eleccions estan programades per a realitzar-se cada quatre anys, però, no hi ha hagut eleccions des de 1996. El consell municipal estableix l'"ocupació [israeliana]" com a raó.